# Bazylika św. Sykstusa w Rzymie
Bazylika św. Sykstusa w Rzymie (wł. Chiesa di San Sisto Vecchio) – kościół tytularny w Rzymie.
Świątynia ta jest kościołem rektoralnym parafii Santa Maria in Domnica alla Navicella oraz kościołem tytularnym, mającym również rangę bazyliki mniejszej. Jest też kościołem stacyjnym z czwartej środy Wielkiego Postu.

## Lokalizacja
Kościół znajduje się w XIX Rione Rzymu – Celio przy Piazzale Numa Pompilio.

## Patron
Patronem świątyni jest św. Sykstus – papież, który poniósł śmierć męczeńską za wiarę chrześcijańską w III wieku.

## Historia
Jest to jeden z pierwszych tytularnych, parafialnych kościołów w Rzymie, znany jako Titulus Crescentianae. Tradycja głosi, że został założony przez papieża Anastazego I (399-401). Titulus Crescentianae został wymieniony po raz pierwszy w aktach synodu w 499 roku. W VI wieku zostały przeniesione tu relikwie papieża Sykstusa II z katakumb św. Kaliksta. Renowacja kościoła miała miejsce za pontyfikatu Hadriana I w VIII wieku.
Klasztor w tym miejscu jest wzmiankowany w VIII wieku. Przebudowy dokonał Innocenty III (1198-1216), wybudowano wtedy dzwonnicę. W 1218 lub 1219 został przekazany Dominikowi Guzmanowi, który założył tu klasztor dominikanów. Jest nadal w użyciu przez siostry dominikanki.
W 1724–1730 papież Benedykt XIII odrestaurowywał kompleks kościelny. Tylko dzwonnica i absyda pozostały ze średniowiecznego kościoła. Prace były prowadzone przez Filippo Raguzziniego. Z kolei w latach 1930-1950 przeprowadzono renowację pod nadzorem kardynała Achille Liénarta, odnowiono wówczas sufit oraz podjęto prace archeologiczne. Dalsze badania archeologiczne przeprowadzono w latach 1967-1968.

## Architektura i sztuka
Romańska dzwonnica pochodzi z XIII wieku. Ma trzy jednakowe kondygnacje, na których z każdej strony są arkady z trzema łukami.
Fasada bazyliki jest autorstwa Giacomo della Porta i pochodzi z końca XVI wieku.
Bazylika jest jednonawowa z apsydą. Na ścianach bocznych znajdują się po dwa ołtarze, obrazy w których pochodzą z XVIII wieku.
W konsze apsydy znajdują się XVI-wieczne freski przedstawiające sceny z legendy o papieżu św. Sykstusie i św. Wawrzyńcu (który był diakonem papieża), w centralnym owalu umieszczono przedstawienie Trójcy Świętej
Na ścianie apsydy znajdują się fragmenty fresków z XIII wieku, jednak ich stan zachowania nie jest dobry. Po lewej stronie widoczni są niektórzy święci i aniołowie, z panelami identyfikowalnymi jako Pięćdziesiątnica oraz sceny z życia św. Katarzyny ze Sieny.

## Kardynałowie prezbiterzy
Kościół św. Sykstusa jest jednym z kościołów tytularnych nadawanych kardynałom-prezbiterom (Titulus San Sisto).
- Bonus (499)
- Feliks (595)
- Jan (721)
- Donat (761–769)
- Roman (861–869)
- Leon (936)
- Benedykt (963–968)
- Leon (993)
- Piotr (1015)
- Franko (1026)
- Jan (1069)
- Piotr (1098?–1112)
- Sigizo (1120–po 1130, od 1130 obediencja Anakleta II)
- Giovanni OSB (1168 – 1177)
- Arnaud de Villemur CanReg (1351–1355)
- Nicolás Rossell OP (1357–1362)
- Simon Langham OSB (1369–1373)
- Luca Rodolfucci de Gentili (obediencja rzymska, 1378–1389)
- Leonardo Rossi da Giffoni OFM (obediencja awiniońska, 1379–1407)
- Jan Dominici OP (1408–1419, do 1415 obediencja rzymska)
- Juan de Casanova (1430–1436)
- Juan Torquemada OP (1440–1446), in commendam (1446-1468)
- Giovanni di Ragusa OP (obediencja bazylejska, 1440–1443)
- Pietro Riario OFM (1471–1474)
- Pedro Ferris (1476–1478)
- Cosma Orsini (1480)
- Paolo Fregoso (1489–1498)
- Georges d’Amboise (1498–1510)
- Achille Grassi (1511–1517)
- Tommaso Jacopo De Vio OP (1517–1534)
- Nikolaus von Schönberg OP (1537–1537)
- Gian Pietro Carafa (1537–1541)
- Juan Álvarez de Toledo OP (1541–1547)
- Charles Bourbon de Vendôme (1549–1561)
- Philibert Babou de La Bourdaisière (1561–1564)
- Ugo Boncompagni (1565–1572)
- Filippo Boncompagni (1572–1586)
- Jerzy Radziwiłł (1586–1600)
- Alfonso Visconti CO (1600–1608)
- Giambattista Leni (1608–1618)
- Francisco Gómez Rojas de Sandoval (1621–1625)
- Laudivio Zacchia (1626–1629)
- Agostino Oreggi (1634–1635)
- Carlo de’ Medici (1644–1645)
- Domenico Cecchini (1645–1656)
- Giulio Rospigliosi (1657–1667)
- Giacomo Rospigliosi (1668–1672)
- Vincenzo Maria Orsini de Gravina OP (1672–1701)
- Niccolò Spinola (1716–1725)
- Agostino Pipia OP (1725–1729)
- Louis-Antoine de Noailles (1729–1729)
- Francesco Antonio Finy (1729–1738)
- Vincenzo Ludovico Gotti OP (1738–1742)
- Luigi Maria Lucini OP (1743–1745)
- Carlo Vittorio Amadeo della Lanze (1747–1758)
- Giuseppe Agostino Orsi OP (1759–1761)
- Giovanni Molino (1769–1773)
- Juan Tomás de Boxadors y Sureda de San Martín OP (1775–1780)
- Jean-Baptist-Marie-Anne-Antoine de Latil (1829–1839)
- Gaspare Bernardo Pianetti (1840–1862)
- Filippo Maria Guidi OP (1863–1877)
- Lucido Maria Parocchi (1877–1884)
- Camillo Siciliano di Rende (1887–1897)
- Giuseppe Antonio Ermenegildo Prisco (1898–1923)
- Achille Liénart (1930–1973)
- Octavio Antonio Beras Rojas (1976–1990)
- Ignatius Kung Pin-mei (1991–2000)
- Marian Jaworski (2001–2020)
- Antoine Kambanda (2020–)